# 首都圈 (韓國)
首都圈（：／）是大韩民国西北部的大型都會區，由首爾特別市、仁川廣域市、京畿道以及忠清南道天安市、牙山市和江原道春川市所構成，集中了全国超过50%的人口，是韓國的政治、經濟與文化中心。
首都圈内有許多著名的觀光景點與歷史遺跡，其中昌德宮、水原华城、首爾宗廟、朝鲜王陵、南漢山城等5處更被聯合國教科文組織登錄為世界文化遺產。

## 地域
- 首尔特別市
- 仁川广域市
- 水原市
- 高陽市
- 城南市

- 龍仁市
- 富川市
- 安山市
- 安養市
- 南楊州市

- 華城市
- 平泽市
- 始興市
- 議政府市
- 坡州市

- 光明市
- 軍浦市
- 广州市
- 金浦市
- 利川市

- 烏山市
- 九里市
- 安城市
- 義王市
- 河南市

- 東豆川市
- 果川市
- 驪州市

## 交通網

### 高速公路
- 京釜高速公路
- 西海岸高速公路
- 中部高速公路
- 广州原州高速公路
- 中部内陸高速公路
- 平泽-堤川高速公路
- 嶺東高速公路
- 首尔-襄陽高速公路
- 首尔外郭循環高速公路
- 京仁高速公路

- 第二京仁高速公路
- 仁川国際空港高速公路
- 平泽-始興高速公路
- 首都圏第二循環高速公路
- 平泽-華城高速公路
- 龍仁-首尔高速公路
- 烏山-華城高速公路
- 第三京仁高速化道路
- 論山-天安高速公路
- 中央高速公路

### 铁路
- 京江線
- 京釜線
- 京釜高速線
- 水西平泽高速線
- 中央線
- 京仁線
- 京春線
- 京義線
- 京元線
- 盆唐線
- 水仁線
- 新盆唐線
- 果川線
- 安山線
- 一山線

### 航空
- 仁川国際空港
- 金浦国際空港